# PlayStation Controller
PlayStation Controller — це перший геймпад, випущений Sony Computer Entertainment для домашньої ігрової консолі PlayStation. Оригінальну версію (модель SCPH-1010) випустили разом із PlayStation 3 грудня 1994 року.

## Дизайн
Базуючись на базовій конфігурації кнопок, створеній у контролері Nintendo Super NES, PlayStation Controller додав другу пару плечових кнопок для середніх пальців. Концепція плечових кнопок для вказівного та середнього пальців оновила геймпад для навігації в 3D-середовищах, створюваних PlayStation, і полягала в реалізації двостороннього керування глибиною за допомогою двох наборів кнопок.
Використовуючи прості геометричні фігури зеленого трикутника, червоного кола, синього хреста та рожевого квадрата (,,,) для позначення кнопок дій — замість традиційних літер чи цифр, — PlayStation Controller створив торгову марку, яка значною мірою стала частиною бренду PlayStation. В інтерв’ю з Тейю Гото, дизайнером оригінального контролера PlayStation, він пояснив, що означають символи: коло та хрестик означають «так» та «ні» відповідно (що пояснює їхнє загальне використання як «підтвердити» та «скасувати» у ігри; у західних іграх цей макет протилежний); трикутник символізує точку зору, а квадрат прирівнюється до аркуша паперу, який використовується для доступу до меню.
Консоль PlayStation 2 зворотно сумісна з оригінальним контролером PlayStation.

## Історія
Кен Кутарагі розповідав про розробку контролера:
|  | Під час розробки ми змоделювали всі можливі ситуації з джойстиком. Ми уявили, як це було б постійно відкладати планшет під час картографування гри, або грати, лежачи на підлозі, і багато інших випадків. Після цього нам потрібно було визначитися з вагою кнопок і самої накладки. Ми регулювали ваги по одному граму за раз і зрештою знайшли правильний баланс. Ймовірно, ми витратили стільки ж часу на розробку джойстика, скільки й на корпус машини. |

І Гото, і Кутарагі згадували, що президент Sony Норіо Оґа виявив особливий інтерес до розробки контролера та рішуче підтримав остаточну версію.
2 квітня 1996 року в Японії Sony випустила оновлену версію PlayStation Controller (модель SCPH-1080), яка на 10% більша за початкову модель та мала довший шнур. Цю модель постачали в комплекті з усіма наступними консолями PlayStation, включно з моделями для Північної Америки та Європи (які вже були представлені за рік до цього, у вересні 1995 року).
Після короткочасного продажу Dual Analog Controller та випуску контролера DualShock 1997 року, Sony почала поступово відмовлятися від PlayStation Controller.